# Southern-Airways-Flug 49
Die Entführung des Southern-Airways-Flug 49 begann am 10. November 1972 in Birmingham, Alabama, dauerte über 30 Stunden und erstreckte sich über 6400 km, bevor sie am darauffolgenden Abend in Havanna, Kuba, endete. Melvin Cale, Louis Moore und Henry D. Jackson Jun. entführten das Flugzeug auf einem Linienflug von Memphis via Birmingham, Montgomery und Orlando nach Miami zwischen Birmingham und Montgomery. Alle drei wurden wegen verschiedener Verbrechen gesucht. Während der Entführung waren 34 Personen an Bord, davon drei Besatzungsmitglieder. Die Entführer drohten damit, das Flugzeug in einen Atomreaktor abstürzen zu lassen.

## Entführung und Lösegeldforderungen
Kurz nachdem das Flugzeug am Freitag, dem 10. November 1972, um 19:20 Uhr in Birmingham abgehoben hatte, um Montgomery und anschließend weitere Ziele in Alabama und Florida anzufliegen, übernahmen die mit Handfeuerwaffen und Handgranaten bewaffneten Entführer die Kontrolle über die Douglas DC-9 und forderten ein Lösegeld von 10 Millionen US-Dollar. Die Flugzeugentführer zwangen die Piloten, Ziele in Kanada und den Vereinigten Staaten anzufliegen, darunter Cleveland, Ohio, Detroit, Michigan, Lexington, Kentucky und Toronto, Kanada, während sie die Geldforderungen laufend veränderten, bis sie schlussendlich auf Kuba landeten. Unter anderem drohten die Entführer damit, das Flugzeug in den High Flux Isotope Reactor des Oak Ridge National Laboratory abstürzen zu lassen, wenn die Geldforderungen nicht erfüllt würden; einer der Entführer verkündete zudem: „I'm not playing. If you do not get that money together, I'm gonna crash this plane in Oak Ridge.“ (etwa: „Ich mache keine Scherze. Wenn ihr das Geld nicht zusammen bringt, werde ich dieses Flugzeug in Oak Ridge abstürzen lassen.“) Als das Flugzeug über Oak Ridge, Tennessee, kreiste, verhandelten die Entführer mit zahlreichen Beamten, darunter auch FBI-Beamte, die nur zwischen zwei und zweieinhalb Millionen Dollar Lösegeld zusammenbringen konnten. Das Flugzeug landete später auf dem Chattanooga Metropolitan Airport, um das Geld aufzunehmen, nachdem die Übergabe ursprünglich am McGhee Tyson Airport in Knoxville (Tennessee) hatte stattfinden sollen, was aber von den Entführern abgelehnt wurde. Nachdem weniger als das geforderte Lösegeld aufgenommen worden war, hob das Flugzeug mit Ziel Havanna ab. Entgegen den Erwartungen der Flugzeugentführer nahm der kubanische Führer Fidel Castro sie nicht in Kuba auf; deshalb flogen sie weiter nach Orlando (Florida) und planten, nach Algerien weiter zu fliegen, was aber wegen der beschränkten Reichweite des Flugzeuges unmöglich war. Dies war das erste Mal, dass ein Flugzeug mit den Entführern an Bord Kuba verließ. Beim anschließenden Aufenthalt auf der McCoy Air Force Base in Orlando, währenddessen das Flugzeug aufgetankt wurde, zerschoss das FBI zwei der vier Reifen, um einen erneuten Start zu verhindern. Bei einem nachfolgenden Handgemenge an Bord wurde der Copilot am Arm angeschossen und die Piloten gezwungen, das Flugzeug trotz kaputter Reifen zu starten.

## Ende der Entführung
Die Entführung kam zu einem Ende, als das Flugzeug am Samstag, dem 11. November, noch einmal in Havanna landete. Die Entführer wurden mit Waffengewalt aus dem Flugzeug entfernt, nachdem sich Scharfschützen der kubanischen Behörden in Stellung gebracht hatten. Henry Jackson und Louis Moore wurden zu je 20 Jahren, Melvin Cale zu 15 Jahren in kubanischen Gefängnissen verurteilt. Kuba übergab das Flugzeug, die Crew, die Passagiere und das Lösegeld an die Vereinigten Staaten. Nachdem die Entführer ihre Strafen auf Kuba verbüßt hatten, wurden sie an die Vereinigten Staaten ausgeliefert, wo sie zu weiteren Strafen verurteilt wurden.

## Folgen
Bis dahin wurden Flugzeugentführungen von den Fluglinien als handhabbares Risiko gesehen. Wenn man auf die Forderungen eingehe, wäre das erfolgreiche Ergebnis garantiert: unverletzte Passagiere, intakte Flugzeuge und sichergestelltes Lösegeld – nachdem die Entführer verhaftet wurden. Dies sei billiger als aufdringliche Sicherheitsmaßnahmen auf allen amerikanischen Flughäfen einzuführen.
Nach Flug 49 mit seiner potentiellen Nuklearkatastrophe wurde ab dem 5. Januar 1973 die physische Untersuchung aller Flugpassagiere eingeführt.